# بیرینجی یوزباشی‌لی
بیرینجی یوزباشی‌لی (به لاتین: Birinci Yüzbaşılı) یک منطقه مسکونی در جمهوری آذربایجان است که در شهرستان آق‌دام واقع شده است.